# Livinské Opatovce
Livinské Opatovce är en by och en kommun i västra Slovakien med 242 invånare. Den ligger i regionen Trenčín.

## Historia
Historiskt finns byn nedetcknad första gången 1340.

## Geografi
Kommunen är belägen 200 meter över havet och täcker ett område av 5 014 km². Den är bebodd av omkring 242 personer.